# Delphyre rufiventris
Delphyre rufiventris är en fjärilsart som beskrevs av William Schaus 1894. Delphyre rufiventris ingår i släktet Delphyre och familjen björnspinnare. Inga underarter finns listade i Catalogue of Life.